# Marquesado de Cadreita
El marquesado de Cadreita es un título nobiliario español de carácter hereditario concedido por Felipe III de España el 29 de abril de 1617 a Lope Díez de Aux de Armendáriz, XVI virrey de Nueva España y señor de la villa de Cadreita, a la que hace referencia el marquesado, ubicada en la Comunidad Foral de Navarra.
El primer titular, Lope Díez de Aux de Armendáriz, VI señor de Cadreita, era el cuarto nieto del primer señor de Cadreita, Jaime Díez de Aux, caballerizo del príncipe de Viana. El actual titular del marquesado es Juan Miguel Osorio y Bertrán de Lis, que ocupa el décimo cuarto lugar en la lista de sucesión en el título.

## Titulares del señorío de Cadreita
|                         | Titular                          | Periodo                 |
| Creación por Felipe III | Creación por Felipe III          | Creación por Felipe III |
| ----------------------- | -------------------------------- | ----------------------- |
| I                       | Jaime Díez de Aux                | 1415-1454               |
| II                      | Jaime Díez de Aux de Armendáriz  | 1454-1514               |
| III                     | Luis Díez de Aux de Armendáriz   | 1515-1550               |
| IV                      | Luis Díez de Aux de Armendáriz   | 1550-1592               |
| V                       | Sancho Díez de Aux de Armendáriz | 1592-1613               |
| VI                      | Lope Díez de Aux de Armendáriz   | 1613-1644               |

## Señores de Cadreita
- Jaime Díez de Aux  (m. 1454[7]), I señor de Cadreita, por donación del príncipe de Viana suscrita en Tafalla el 30 de marzo de 1446.[8] Era hijo de Fernando Díez de Aux, señor de Permisán y Luceni, escudero y consejero del rey Alfonso V de Aragón, y de su esposa Catalina de Porquet.[9]

Casó en 1448 con la noble Graciana de Armendáriz. Los sucesores de este señorío incorporaron al primer apellido, Díez de Aux, el apellido de Armendáriz. Sucedió su único vástago:
- Jaime Díez Aux de Armendáriz, también conocido como Jaime Díez de Armendáriz (c. 1455-1514), II señor de Cadreita. Él y su esposa fundaron un mayorazgo en 1503 «para el primogénito heredero on las heredades que entían en esta villa y en Milagro, Valtierra y Tudela, principalmente».[11]

Casó con Leonor de Beraiz y fueron padres de cinco hijos y cinco hijas. Su hijo primogénito, también llamado Jaime, casó con Violante de Beaumont, hija de los señores de Monteagudo, pero falleció antes que su padre en 1512. Le sucedió su segundogénito:
- Luis Díez de Aux de Armendáriz (m. 1550), III señor de Cadreita.[12]

Casó, antes de 1516, con Inés de Castejón, hija de Diego de Castejón, vecino de Ágreda, con quien tuvo dos hijos, Luis y Lope, que fue alcalde de la Corte en Sevilla, presidente de la Audiencia de Quito, etc. y fue el padre de los V y VI señores de Cadreita. Además, el señor de Cadreita tuvo una hija llamada Leonor, habida de Ana Olloqui. Le sucedió su hijo:
- Luis Díez de Aux de Armendáriz (m. 1592) IV señor de Cadreita.[14]

Casó con Juana de Saamano, hija de Juan de Saamano, secretario y prestamero mayor del rey Felipe II, y de Inés de Castejón. Fueron padres de Luis, fallecido joven, Inés (m. 1579) que fue la tercera esposa de Gastón de Peralta, III marqués de Falces, V conde de Santisteban de Lerín, y virrey de Nueva España y Juana María. Sucedió su sobrino, hijo de su hermano Lope Díez de Aux de Armendáriz y de su esposa, Juana de Saavedra, hija de Gonzalo de Saavedra y Francisca de Recalde.
- Sancho Díez de Aux de Armendáriz (m. 1613), V señor de Cadreita,[16] nacido en Sevilla.

Casó con su prima, Inés Díaz de Aux de Armendáriz. Le sucedió su hermano:
- Lope Díez de Aux y Armendáriz  (Tudela o Cadreita, c. 1570-1644), VI señor y I marqués de Cadreita.[17]

## Titulares del marquesado de Cadreita
|                         | Titular                                                    | Periodo                 |
| Creación por Felipe III | Creación por Felipe III                                    | Creación por Felipe III |
| ----------------------- | ---------------------------------------------------------- | ----------------------- |
| I                       | Lope Díez de Aux de Armendáriz                             | 1617-1644               |
| II                      | Juana Francisca Díez de Aux de Armendáriz y Afán de Ribera | 1644-1696               |
| III                     | Ana Rosalía de la Cueva y Díez de Aux de Armendáriz        | 1696-1716               |
| IV                      | Francisco Fernández de la Cueva y de la Cueva              | 1716-1733               |
| V                       | Francisco Fernández de la Cueva y de la Cerda              | 1733-1757               |
| VI                      | María Soledad Fernández de la Cueva y Silva                | 1757-1762               |
| VII                     | Francisco de Silva-Bazán y Fernández de la Cueva           | 1762-1779               |
| VIII                    | Carlos Joaquín Spínola de la Cueva                         | 1779-1798               |
| IX                      | Manuel Pérez Osorio y Spínola                              | 1798-1813               |
| X                       | Nicolás Pérez Osorio y Zayas                               | 1813-1866               |
| XI                      | José Isidro Osorio y Silva                                 | 1866-1909               |
| XII                     | Miguel Osorio y Martos                                     | 1910-1942               |
| XIII                    | Beltrán Alfonso Osorio y Díez de Rivera                    | 1942- 1994              |
| XIV                     | Juan Miguel Osorio y Bertrán de Lis                        | 1994-hoy                |

## Historia de los marqueses de Cadreita
- Lope Díez de Aux y Armendáriz (c. 1575-Madrid, 9 de febrero de 1644), VI señor y I marqués de Cadreita [18] y XVI virrey de Nueva España.[6] Era hijo de Lope Díez de Aux y Armendáriz —hijo de Luis Díez de Armendáriz, III señor de Cadreita, presidente y capitán general en las audiencias de Quito, Charcas y el Nuevo Reino de Granada,[19] y de Inés de Castejón—,[20] y de la sevillana, Juana de Saavedra, hija de Gonzalo de Saavedra, caballero de la Orden de Santiago, y de Francisca de Recalde, natural de Azcoitia.[21]

Casó con Antonia Afán de Ribera y Enríquez (m. Sevilla, 21 de julio de 1669), III condesa de la Torre, viuda de Alonso de Cárdenas y González, VIII conde de la Puebla del Maestre, camarera mayor de Ana de Habsburgo, e hija de Per Afán de Ribera y Guzmán Castilla, IV señor de la Torre, y de su esposa Inés Enríquez de Tavera Saavedra y Sandoval, I condesa de la Torre.
- Juana Francisca Díez de Aux de Armendáriz y Afán de Ribera (m. Madrid, 15 de septiembre de 1696),[23] II marquesa de Cadreita,[24] IV condesa de la Torre,[24] señora de Guillena, dama de la reina Isabel de Borbón y, después de enviudar, camarera mayor de las reinas María Luisa de Orleans y Mariana de Neoburgo.[18]

Casó el 12 de enero de 1645, en la capilla del Alcázar Real de Madrid, con su tío, Francisco Fernández de la Cueva y Enríquez de Cabrera (m. 27 de marzo de 1676), VIII duque de Alburquerque, virrey de Nueva España y virrey de Sicilia, teniente general del Mar, miembro del consejo de Estado y de guerra y embajador en Alemania. Le sucedió su hija:
- Ana Rosalía de la Cueva y Díez de Aux de Armendáriz (1647-Madrid, 6 de diciembre de 1716), III marquesa de Cadreita.[26]

Casó el 29 de septiembre de 1663 con su tío, Melchor Fernández de la Cueva y Enríquez de Cabrera (m. 21 de octubre de 1686), IX duque de Alburquerque, capitán general de la armada del Mar Océano, miembro del Consejo de Estado y de guerra. Le sucedió su hijo:
- Francisco Fernández de la Cueva y de la Cueva (Sicilia, 17 de noviembre de 1666-23 de octubre de 1733), IV marqués de Cadreita,[28] X duque de Alburquerque,[25] X conde de Ledesma, X conde de Huelma, X marqués de Cuéllar, VI conde de la Torre, caballero de la Orden de Santiago, caballero de la Orden del Toisón de Oro, XXXII gobernador  de México y XXVI virrey de Nueva España, etc.[29]

Casó el 6 de febrero de 1684 con Juana de la Cerda y Fernández de Córdoba y Aragón, hija de los duques de Medinaceli.
Su hija Ana Catalina de la Cueva y de la Cerda casó con su primo hermano, Carlos Ambrosio Gaetano Spínola de la Cerda, V duque de Sesto. Fueron padres de tres hijos: Carlos Joaquín Spínola y de la Cueva, VIII marqués de Cadreita; Ángel Antonio Spínola de la Cueva, marqués de Montevelo; y, María Dominga Spínola de la Cueva, que contrajo matrimonio el 9 de febrero de 1754 con Manuel Pérez Osorio y Spínola, IX marqués de Cadreita. Le sucedió su hijo:
- Francisco Fernández de la Cueva y de la Cerda (Madrid, 28 de septiembre de 1692-23 de junio de 1757), V marqués de Cadreita,[32] XI duque de Alburquerque,[25] XI conde de Ledesma, XI conde de Huelma, XI marqués de Cuéllar, VII conde de la Torre, caballerizo mayor y caballero del Toisón de Oro.[32]

Casó el 7 de noviembre de 1734 con Agustina de Silva y Gutiérrez de los Ríos. Le sucedió su hija:
- María Soledad Fernández de la Cueva y Silva (1735-17 de noviembre de 1762), VI marquesa de Cadreita[33] y VIII condesa de la Torre.[32]

Casó el 2 de febrero de 1755 con José Joaquín de Silva-Bazán, IX marqués de Santa Cruz, grande de España, X marqués del Viso y VII y último marqués de Bayona. Le sucedió su hijo:
- Francisco de Silva-Bazán y Fernández de la Cueva (8 de octubre de 1756-4 de enero de 1779), VII marqués de Cadreita,[34] XI marqués del Viso, IX conde de la Torre y señor de Guillena.[34]

Casó, siendo su primer marido, con María de los Dolores Leopoldina de Toledo y Salm Salm. El marqués murió sin descendencia antes que su padre. Sucedió:
- Carlos Joaquín Spínola de la Cueva (m. 9 de mayo de 1798), VIII marqués de Cadreita,[30] VI duque de Sesto,[30] VI marqués de los Balbases,[35] X conde de la Torre,[30] y mariscal de campo.[35] Era hijo de Carlos Ambrosio  Gaetano Spínola de la Cerda, V duque de Sesto, grande de España, y de su esposa y prima carnal, Ana Catalina de la Cueva y de la Cerda, hija de Francisco Fernández de la Cueva y de la Cueva, X duque de Alburquerque y de Juana de la Cerda y Fernández de Córdoba y Aragón.[29]

Contrajo matrimonio en 1737 con María Vittoria Colonna Salvati y en segundas nupcias se casó con María de Valcarcel y Córdoba. Le sucedió su sobrino, hijo de su hermana María Dominga Spínola y de la Cueva y de Manuel José Pérez Osorio y Velasco, XIV marqués de Alcañices, de quien fue su primera esposa.
- Manuel Pérez Osorio y Spínola (1715-29 de mayo de 1813), IX marqués de Cadreita,[30] VII duque de Sesto,[30] VII marqués de los Balbases,[35] XV marqués de Alcañices,[36] X marqués de Montaos, X conde de Grajal, XII conde de Fuensaldaña, X conde de Villaumbrosa, VIII conde de Vilanueva de Cañedo, XI conde de la Torre, etc.[30]  Era hijo de Manuel Pérez Osorio y Velasco, XIV marqués de Alcañices, y de su esposa María Dominga Cayetana de Spínola y de la Cueva.[30][37]

Se casó en primeras nupcias el 7 de mayo de 1774 con María Joaquina de la Cerda (m. 12 de agosto de 1777). Contrajo un segundo matrimonio el 28 de febrero de 1786 con María Aldonza de las Mercedes de Zayas Manuel y Mendoza, III duquesa de Algete. Le sucedió su hijo del segundo matrimonio:
- Nicolás Pérez Osorio y Zayas (Madrid, 13 de febrero de 1799-31 de enero de 1866), X marqués de Cadreita,[39] XV duque de Alburquerque,[25] XVI marqués de Alcañices,[39] VIII duque de Sesto,[39] VIII marqués de los Balbases,[39] XV conde de Ledesma, XV conde de Huelma, XVI marqués de Cuéllar, XI marqués de Montaos, XI conde de Grajal, XIII conde de Fuensaldaña, XI conde de Villaumbrosa, IV duque de Algete, etc., senador, mayordomo mayor del rey Alfonso XII, caballero gran cruz de la Real Orden de Carlos III  y caballero de la Orden del Toisón de Oro.[40]

Casó el 12 de septiembre de 1822 con Inés Francisca de Silva y Téllez-Girón, hija de José Gabriel de Silva-Bazán y Waldstein, X marqués de Santa Cruz, y de Joaquina Téllez-Girón y Pimentel, II condesa de Osilo. Le sucedió su hijo:
- José Isidro Osorio y Silva (Madrid, 4 de abril de 1825-30 de diciembre de 1909), XI marqués de Cadreita,[39] XVI duque de Alburquerque,[42] XVI conde de Ledesma, XVI conde de Huelma, XVII marqués de Cuéllar, XIII conde de la Torre, XVII marqués de Alcañices, IX marqués de los Balbases, IX y último duque de Sesto, IX conde de la Corzana, XII conde de Grajal, etc.,[39] mayordomo mayor del rey y caballero del Toisón de Oro.[42]

Casó el 4 de abril de 1868 con la princesa rusa Sofía Troubetzkoy, viuda del duque Carlos Augusto de Morny, medio hermano de Napoleón III. Le sucedió su sobrino nieto, hijo de José Ramón Osorio y Heredia, IX conde de la Corzana y III marqués de los Arenales, y de Narcisa de Martos y Arizcún:
- Miguel Osorio y Martos (Madrid, 31 de julio de 1886-3 de mayo de 1942), XII marqués de Cadreita,[43] XVII duque de Alburquerque[42] XVII conde de Ledesma, XVII conde de Huelma, XVIII marqués de Cuéllar, XIV conde de la Torre, y XVIII marqués de Alcañices, XIII conde de Grajal, X marqués de los Balbases, etc.[43][44]

Casó el 29 de junio de 1914 con Inés Díez de Rivera y de Figueroa, hija de Pedro Díez de Rivera y Muro, conde de Almodóvar, y de Francisca de Figueroa y Torres-Sotomayor. Le sucedió su hijo:
- Beltrán Alfonso Osorio y Díez de Rivera (Madrid, 15 de diciembre de 1918-Algete, 8 de febrero de 1994), XIII marqués de Cadreita,[43] XVIII duque de Alburquerque,[44] VIII duque de Algete,[43] XIX marqués de Alcañices,[43] XI marqués de los Balbases,[43]  XVII marqués de Cuéllar, etc.[44] Ocupó el puesto de Jefe de la Casa de Juan de Borbón y Battenberg, conde de Barcelona y padre del rey Juan Carlos I de España, entre 1954 y 1993. Participó en los Juegos Olímpicos de Helsinki donde obtuvo un segundo puesto y en los de Roma. En 1964 ganó el Campeonato Hípico de Europa, el «Manteau de Coeur» en el Hipódromo de la Zarzuela en 1956.[44]

Casó el 2 de octubre de 1952 con Teresa Bertrán de Lis y Pidal, hija de Vicente Carlos Luis Beltrán de Lis y Gurowski, II marqués de Bondad Real, grande de España, y de  María de la Concepción Pidal y Chico de Guzmán. Tras enviudar, contrajo matrimonio el 27 de junio de 1974 con María Cristina de Malcampo y San Miguel, XV duquesa del Parque y VII duquesa de San Lorenzo de Valhermoso, dos veces grande de España, condesa de Joló y vizcondesa de Mindanao, hija de José Malcampo y Fernández de Villavicencio y de María Rosa San Miguel y Martínez Campos. Le sucedió su hijo:
- Juan Miguel Osorio y Bertrán de Lis (n. Madrid, 7 de noviembre de 1958), XIV marqués de Cadreita,[45][46] XIX duque de Alburquerque,[42] IX duque de Algete, XX marqués de Alcañices, IX marqués de Cullera, XV marqués de Montaos, XIX conde de Ledesma, XI conde de Huelma, etc.[46]

Casó en Algete el 7 de julio de 1984 con Beatriz Letelier y Bomchill. Posteriormente contrajo matrimonio el 25 de julio de 1996 con Blanca Suelves y Figueroa, hija de José Suelves y Ponsich, marqués de Tamarit y de Victoria Eugenia de Figueroa y Borbón. Son sus hijos Beatriz Osorio y Letelier, Nicolás Beltrán Osorio y Letelier, Blanca Osorio y Suelves y Luis Osorio y Suelves.